# 게저 (헝가리 대공)
[[파일:|섬네일|250px|게저]]
게저(헝가리어: Géza, 940년경 ~ 997년)는 헝가리의 대공(재위: 972년경 ~ 997년)이다. 그의 아들인 이슈트반(이슈트반 1세)은 헝가리의 대공이자 헝가리의 초대 국왕이기도 하다.
턱쇼니 대공의 아들이다. 신성 로마 제국의 위협으로부터 헝가리를 보호하기 위해 헝가리인 고유의 원시 신앙을 버리고 기독교를 수용하는 한편 기독교 세례를 받았다. 헝가리의 안정을 위한 정치적인 기반을 마련했다.